# Hyloctistes
Hyloctistes és un gènere obsolet d'ocells de la família dels furnàrids (Furnariidae).

## Taxonomia
Segons la Classificació del Congrés Ornitològic Internacional (versió 2.5, 2010) aquest gènere està format per dues espècies:
- Hyloctistes subulatus.
- Hyloctistes virgatus.

Estudis genètics posteriors van propiciar la inclusió al gènere Automolus.

## Referència
1. ↑  EP Derryberry, S Claramunt, G Derryberry, RT Chesser, J Cracraft, A Aleixo, J Pérez-Emán, JV Remsen Jr et RT Brumfield. 2011. Lineage diversification and morphological evolution in a large-scale continental radiation: the Neotropical ovenbirds and woodcreepers (Aves: Furnariidae). Evolution 65: 2973–2986